# دیور (مجارستان)
دْیور (مجاری: Győr) مرکز استان دیور-موشون-شوپرون و ششمین شهر بزرگ مجارستان در شمال غرب این کشور است. جمعیت شهر دیور در سال ۲۰۱۰ برابر با ۱۳۰٬۴۷۸ نفر بوده‌است.